# Schakaler
För andra betydelser, se schakalen
Schakaler (även stavat sjakaler) är tre små till medelstora arter inom hunddjurssläktet Canis. Arterna är inte mer besläktade med varandra än de är med övriga arter inom släktet. Historiskt har trivialnamnet schakal använts för många mindre hunddjur, men idag är det oftast bara tre arter som bär trivialnamnet: de två närbesläktade schabrakschakal och sidstrimmig schakal som förekommer i Afrika söder om Sahara, och guldschakal som förekommer i södra centrala Eurasien. 
I det gamla Egypten var schakalen ett heligt djur, vilket märks i de dödas gudomlighet Anubis, som avbildas med schakalhuvud och människokropp.  

## Arter
Idag finns det tre arter som bär trivialnamnet schakal.
- Guldschakal (Canis aureus)

Guldschakalen har kommit att delas upp i den eurasiatiska guldschakalen och en närstående afrikansk art (Canis anthus) som på svenska dock fått namnet Afrikansk guldvarg.
- Schabrakschakal eller svartryggad schakal (Canis mesomelas)
- Sidstrimmig schakal eller strimmig schakal (Canis adustus)

Etiopisk varg kallades tidigare för simienschakal eller etiopisk schakal.